# Jim Elliot
Pour les articles homonymes, voir Elliot.
Philip James Elliot (8 octobre 1927 – 8 janvier 1956) était un missionnaire chrétien évangélique en Équateur, qui avec d’autres furent tués en essayant d’évangéliser les Huaorani à travers divers ministères connus sous le nom d’Operation Auca.

## Biographie

### Jeunesse
Jim Elliot est né à Portland (Oregon) aux États-Unis. Ses parents sont Fred et Clara Elliot. Ses grands parents paternels, d'origine écossaise faisaient partie des premières de la famille à s’installer en Amérique du Nord. Ses grands-parents maternelsont déménagé à la fin du XIXe siècle de la Suisse à l’est de Washington, où ils géraient un grand ranch.
Ses parents se sont rencontrés à Portland, où Clara faisait des études pour devenir chiropracteur, et où Fred, après s’être consacré au ministère chrétien, travaillait comme prédicateur itinérant dans une petite église des Assemblées de Frères. Après deux années de correspondance, ils se sont mariés en 1918. Robert, leur premier enfant, est né en 1921, alors qu’ils vivaient à Seattle. Puis arriva Herbert, Jim et Jane, qui sont nés après que la famille se fut installée à Portland. Les parents de Jim Elliot avaient des fortes convictions chrétiennes et ils élevaient leurs enfants en conséquence, les amenant à l’église et leur lisant la Bible régulièrement. Elliot accepta Jésus-Christ comme sauveur personnel à l’âge de six ans. Il a grandi dans une famille où l’obéissance et l’honnêteté étaient de rigueur. Les parents Elliot encourageaient leurs enfants à être aventureux et à vivre pour Jésus-Christ.
En 1941, Elliot entra au lycée Benson Polytechnic, où il étudia le dessin d'architecture. Là, il participa à de nombreuses activités, y compris le journal de l’école, l’équipe de football américain, des spectacles, et le club d’art oratoire. Son talent d'acteur poussa certains professeurs de l’école à lui suggérer qu’il poursuive une carrière d’acteur, et ses qualités d’orateur furent remarquées.
Elliot utilisait ses capacités à parler en public régulièrement. Un camarade de classe raconte comment Elliot avait cité la Bible au président du corps étudiant comme une explication pour ne pas être présent à une fête de l’école. Une autre fois, Elliot risquait l’expulsion du club d’art oratoire en refusant de donner un discours politique, en croyant que les chrétiens ne devraient pas être associés dans la politique. En tant que Pacifiste, il a rejeté l’idée de l’utilisation de la force pour éliminer l’esclavage en Afrique, et il était prêt à se présenter comme un objecteur de conscience s’il avait été enrôlé à servir dans la Seconde Guerre mondiale.

### Études supérieures
En automne de 1945, Elliot entra à l’université de Wheaton, une université chrétienne privée dans l’Illinois. Croyant à l’importance d’une bonne condition physique et d’une bonne discipline, il a intégré l’équipe de lutte pendant sa première année. L’année suivante, il refusa une poste dans le staff de l’université qui lui aurait permis d’avoir une année sans frais de scolarité mais qui aurait exigé un engagement d'une période significative de sa part et représentait ce qu'il considérait comme de ridicules responsabilités. Il n'était même pas entièrement convaincu de l'importance de ses études, considérant certaines matières comme étant des distractions pour quelqu'un qui essaie de suivre Dieu.
L'intérêt d'Elliot pour la mission se solidifia pendant ses années à Wheaton. Il suivit bientôt le modèle des autres « faith missions » en ne cherchant pas à être financé par une dénomination. Membre de l'organisation Student Foreign Missions Fellowship sur le campus avec son colocataire David Howard, Elliot parla à un groupe, Intervarsity Christian Fellowship, du rôle du Saint Esprit sur la mission. Pendant l'été 1947, après sa deuxième année d'université, lui et son ami Ron Harris firent un voyage missionnaire au Mexique. Il resta là-bas pendant 6 semaines, travaillant avec une famille missionnaire avec laquelle il apprit la mission sur le terrain. À la fin de l'année qui suivit, il assista à une convention missionnaire pour étudiant international, sponsorisé par InterVarsity. Il y rencontra un missionnaire du Brésil, et ce dernier le conduisit à croire plus fermement que son appel missionnaire était le travail auprès des tribus d'Amérique Centrale.
Au début de sa troisième année à Wheaton, Elliot décida de se spécialiser en grec, convaincu que cela l'aiderait dans ses études personnelles de la Bible et pourrait aider la traduction des Écritures dans la langue de peuples encore non atteints par l’Évangile. Malgré sa conviction que les relations amoureuses distrayaient souvent les gens de leur poursuite de la volonté de Dieu, son intérêt pour Elisabeth Howard grandit, alors sa camarade de classe. Il apprit à la connaître mieux, elle et sa famille. Ils étaient d'accord sur le fait d'être attirés l'un par l'autre, mais n'étant pas convaincus que Dieu était au centre de cette relation, ils n'ont pas immédiatement poursuivi une relation sérieuse.

### Départ pour l'Équateur
Au Camp Wycliffe, Elliot eu pour la première fois l’opportunité d’écrire dans une autre langue en travaillant avec un ancien missionnaire du peuple Quichua. Le missionnaire lui avait parlé du peuple Waodani, qui étaient connus comme étant les « Indians Auca » (Auca étant le mot quechua pour « sauvage »). Ce peuple indigène en Équateur était considéré comme violent et dangereux envers ceux qui étaient en dehors de leur territoire. Elliot ne savait toujours pas s'il devait aller en Équateur ou en Inde jusqu'en juillet. Ses parents et amis se demandaient s'il ne pourrait pas plutôt être plus efficace dans le ministère auprès des jeunes aux États-Unis, mais considérant l’église mère comme « bien nourri » il estimait que les missions internationales devaient avoir la priorité.
Après l'achèvement de ses études linguistiques, Elliot fit une demande de passeport et commença à faire des plans avec son ami Bill Cathers pour partir en Équateur. Cependant, deux mois plus tard, Bill l’informa qu’il avait l’intention de se marier, rendant impossible pour lui d'accompagner Elliot comme ils l'avaient prévu. Elliot passa alors l'hiver et le printemps de 1951 à travailler avec son ami Ed McCully à Chester, en Illinois, où ils présentèrent un programme de radio, prêchèrent dans les prisons, organisèrent des rassemblements d’évangélisation, et enseignèrent l’école de dimanche.
Ed McCully s’est marié plus tard cet été, forçant Elliot à chercher un autre homme non marié qui pourrait l’accompagner en Équateur. Cet homme s'est révélé être Pete Fleming, diplômé de l'Université de Washington en philosophie. Il correspondait fréquemment avec Elliot, et en septembre, il fut convaincu de son appel en Équateur. Pendant ce temps, Elliot visitait des amis sur la côte est, y compris Elisabeth. Dans son journal, il exprimait l'espoir qu'il avait qu'un jour ils pourraient se marier, mais en même temps il avait l'impression qu'il avait été appelé à aller à l'Équateur sans elle. Elliot retourna à Portland en novembre et commença à se préparer à quitter le pays.

### L'Équateur
Elliot et Fleming arrivèrent en Équateur le 21 février 1952, avec l'objectif d'évangéliser les Indiens Waodani de l’équateur. D’abord, ils restèrent à Quito où ils étudièrent l’espagnol, et puis déménagèrent dans la jungle. Ils prirent une résidence permanente à la station missionnaire Shandia. Le 8 octobre 1953, il épousa son ancienne camarade de Wheaton et missionnaire Elisabeth Howard. Le mariage était une simple cérémonie civile qui s'est tenue à Quito. Ed et Marilou McCully étaient les témoins. Ensuite, le couple est parti en voyage de noces brièvement au Panama et au Costa Rica, puis sont retournés en Équateur. Leur enfant unique, Valérie, est née le 27 février, 1955. Pendant leur travail auprès des Indiens Quechua, Elliot commençait à s'organiser pour atteindre les Waodani.
Lui et quatre autres missionnaires, Ed McCully, Roger Youderian, Pete Fleming et leur pilote, Nate Saint, établirent  un contact de leur avion avec les Indiens Waodani, en utilisant un haut-parleur et un panier pour leur donner des présents. Après plusieurs mois, les hommes décidèrent de construire une base à une courte distance du village indien, le long de la rivière Curaray. Là, ils furent approchés une fois par un petit groupe de Waodanis et ont même donné un tour d'avion à un curieux Waodani qu'ils appelaient George (de son vrai nom Naenkiwi). Encouragés par ces rencontres amicales, ils commencèrent à planifier une visite de la Waodanis, sans savoir que Naenkiwi avait menti aux autres au sujet des intentions des missionnaires. Leurs plans ont été contrecarrés par l'arrivée d'un grand groupe d'environ 10 guerriers Waodani, qui  tuèrent Elliot et ses quatre compagnons le 8 janvier 1956. Le corps d’Elliot et de ses compagnons furent retrouvés en aval.
Sa note de journal du 28 octobre 1949 exprime sa conviction que le travail de mission était plus important que sa vie. « Il n'est pas si bête, celui qui donne ce qu'il ne peut garder pour obtenir ce qu'il ne peut perdre » (cette citation est très proche de celle du prédicateur anglais non conformiste Philippe Henry (1631-1696) : « Il n'est pas si bête, celui qui se sépare de ce qu'il ne peut garder quand il est sûr d'être récompensé avec ce qu'il ne peut perdre. »).

## Héritage
Life Magazine publia un article de dix pages sur le ministère et la mort d’Elliot et ses amis. Après la mort de son mari, Elisabeth Elliot et d'autres missionnaires commencèrent à travailler parmi les Indiens Auca, où ils ont poursuivi le travail évangélique. Plus tard, elle publia deux livres Shadow of the Almighty: The Life and Testament of Jim Elliot et Through Gates of Splendor, qui décrivent la vie et la mort de son mari. En 1991, l’école chrétienne de Jim Elliot fut créée à Denver, Colorado. En 1997, le lycée chrétien de Jim Elliot a été fondé à Lodi, CA.
En 2002, un documentaire basé sur cette histoire fut publié: Beyond the Gates of Splendor. En 2003, une comédie musicale basée sur l'histoire de Jim et Elisabeth Elliot, intitulée Love Above All, fut  mise  en scène au Victoria Hall Concert à Singapour par l’église presbytérienne-bible de mont Carmel. Cette comédie musicale a été mise en scène une deuxième fois en 2007 au Centre Culturel Universitaire NUS. En 2006, un film théâtral fut publié, End of the Spear, basé sur l'histoire du pilote, Nate Saint, et le retour du fils de Saint essayant d'atteindre les indigènes de l'Équateur avec la Bonne Nouvelle.

## Vidéographie
- Beyond Gates of Splendor (2004 Feature Film)
- Torchlighters: The Jim Elliot Story (2005 Animation)
- End of the Spear (2006 Feature Film)
- Steve Saint: The Jungle Missionary (2007 Documentary)

### Sermons
- Feeding of the Five Thousand (33 minutes)
- Resurrection (41 minutes)